# Ask Me Anything
Ask Me Anything (Brasil: Pergunte-me Tudo ) é um filme de drama norte-americano, escrito e dirigido por Allison Burnett, baseado em seu romance Undiscovered Gyrl. Lançado em 2014, foi protagonizado por Britt Robertson, Justin Long, Martin Sheen, Christian Slater, Robert Patrick, Max Carver entre outros.

## Sinopse
Katie Kampenfelt tira um ano de folga antes de entrar na universidade para tentar refletir e se encontrar. Logo, ela começa a registrar todas as suas aventuras e segredos em um blog anônimo. Porém, aos poucos, as coisas começam a fugir do controle e obscuros pedaços do seu passado emergem, atormentando sua vida.

## Elenco
Britt Robertson como Katie Kampenfelt
Sophia Tabor como jovem Katie Kampenfelt
Justin Long como Dan Gallo
Martin Sheen como Glenn Warburg
Christian Slater como Paul Spooner
Robert Patrick como Doug Kampenfelt
Kimberly Williams-Paisley como Margaret Spooner
Max Carver como Rory
Andy Buckley como Mark Aubichon
Molly Hagan como Caroline Kampenfelt
Gia Mantegna como Jade
Max Hoffman como Joel Seidler
Zuleikha Robinson como Affie
Beatrice Rosen como Martine
Lorraine Toussaint como Dr. Sherman
Cathryn de Prume como Carol Graham
Kim Estes como Detective Owens

## Recepção
Gary Goldstein, do Los Angeles Times, disse: "O conto vanguardista da vinda da idade "Pergunte-me tudo" começa com uma vibe de bolha, que dá lugar a algo muito mais profundo e mais significativo". Adicionando isso "magistralmente nos imergindo na vida de uma adolescente que se debate com resultados inesperados e com muita agitação".

 Quanto ao final surpreendente e único do filme, ele acrescentou que "tudo é maravilhosamente recompensado na coda do assombro do filme". O filme foi premiado em um festival de cinema em Nashville onde a atriz Britt Robertson recebeu um prêmio de melhor atriz assim como o prêmio de melhor música para um filme. Em dezembro de 2015, Ask Me Anything classificou-se como o número #1 em Taste of Cinema 30 Underappreciated 21st Century American Movies Worth Your Time.

## Lançamento em DVD
O filme foi lançado para vídeo sob demanda, bem como outras plataformas on-line em 19 de dezembro de 2014. O DVD foi lançado em 3 de março de 2015.

## Trilha Sonora
Allison Burnett realizou um concurso pedindo cantoras desconhecidas, de 21 anos ou menos, para enviar músicas para a trilha sonora. Aproximadamente cem canções foram apresentadas, com catorze aparecendo na trilha sonora oficial lançada para o iTunes e outros distribuidores on-line.